# 국가연구시설장비진흥센터
국가연구시설장비진흥센터(國家硏究施設裝備進興센터, National research Facilities & Equipment Center, 약칭: NFEC)는 과학기술 발전에 기반이 되는 연구시설·장비의 고도화 추진을 체계적으로 지원하기 위하여 설립되었다. 대전광역시 유성구 과학로 169-148에 위치하고 있다.

## 설립 근거
- 과학기술기본법 제28조[1]

## 설립목적
국가연구시설장비진흥센터는 과학기술 발전에 기반이 되는 연구개발 시설·장비의 고도화 추진을 체계적으로 지원하기 위하여 설립되었다.

## 연혁
- 2009년 9월 「국가연구시설장비진흥센터」 개소
- 2011년 6월 교육과학기술부에서 국가과학기술위원회로 「국가연구시설장비진흥센터」 업무 이관
- 2011년 11월 범부처 연구시설 · 장비 총괄 전담기관인 NFEC을 통한 정부연구개발예산 배분 시 연구장비에 대한 검토기능 강화 결정
- 2012년 12월 NFEC을 연구시설 · 장비의 연구성과 관리 유통 전담기관으로 지정
- 2013년 4월 제가차구시설장비의 운영 · 활용 고도화계획 수립
- 2017년 12월 제2차 연구시설장비의 운영 · 활용 고도화 시행계획

## 조직

### 국가연구시설장비진흥센터장
- 장비정책팀
- 장비심의팀
- 장비활용팀
- 장비정보팀